# Ben Cristovao
Ben da Silva Cristóvão, známý jako Ben Cristovao nebo Benny Cristo, (* 8. června 1987 Plzeň) je český zpěvák, textař, sportovec a herec. V roce 2020 byl s písní „Kemama“ nominován jako reprezentant Česka na později zrušené finále soutěže Eurovision Song Contest. Následující rok byl potvrzen jako český reprezentant na Eurovision Song Contest 2021 a s písní „Omaga“ vystoupil ve druhém semifinále. Do Velkého finále po obdržení 0 bodů od zahraničních diváků a 23 bodů od mezinárodních porot však nepostoupil. Cristovao zpívá v češtině a angličtině, aktivně vystupuje v Česku a na Slovensku.

## Hudební kariéra
V roce 2009 byl finalistou talentové soutěže Česko Slovenská SuperStar, kde skončil na 7. místě.
Zkušenosti získané účinkováním v této soutěži jej motivovaly k dalšímu zaměření na svou pěveckou kariéru. V roce 2010 vydal debutové album Definitely Different, nejúspěšnějšími singly alba jsou písně „Give Me Some More“ a „Put It On Me“. Rok poté v roce 2011 vyšlo jeho druhé studiové album Benny Cristo. Deska obsahuje píseň s Monikou Bagárovou „Chci“ a skladbu „Na zdraví“. Coby předskokan vystupoval například před americkou elektro-popovou skupinou Far East Movement či kubánsko-americkým rapperem Pitbullem.
V roce 2013 byl Ben Cristovao a jeho videoklip k písni „Bomby“ (režie Tomáš Kasal) nominován v kategorii videoklip roku v anketě Český slavík. V tomto roce vydal kromě singlu „Bomby“ také píseň „Tělo“ a „Stop“. Ben Cristovao se také (společně s dalšími hudebníky jako například David Koller, Dan Bárta, Michael Kocáb, Vojta Dyk) zapojil do projektu občanské aktivity Nikagda nězabuděm, která vyzývala k účasti ve volbách 2013 a varovala před návratem komunistů a inklinací k Rusku.
V roce 2013 vydal své třetí řadové album Made In Czechoslovakia. Album obsahuje celkem 16 skladeb, mezi nimi například například skladby „Bomby“, „Sweet Chilli“, „Instagram“, „Molly (feat. Ego)“ a „Tělo (feat. Supa)“.
V roce 2015 vystoupil Ben Cristovao ve vyprodaném Foru Karlín.
V roce 2016 získal ocenění Český slavík, a to v kategorii „nejstreamovanější česká skladba“ za píseň „ASIO“. Cenu nepřevzal osobně a pro média se vyjádřil tak, že nechce být v jednom sále s kapelou Ortel, kvůli jejím xenofobním textům. V tomto roce nahrál cover skladby „Nic není nastálo“ Davida Kollera. Píseň byla vydána společně s dalšími skladbami od interpretů jako Katarzia, Kato, Mucha, Vladimír 518) na nahrávce Davida Kollera David Koller & Friends.
V roce 2017 vydal své album Poslední. Toto album nevyšlo na klasickém CD nosiči, ale fanoušci si jej mohli stáhnout prostřednictvím QR kódu na tričku se speciální grafikou. Hlavním motivem celé grafiky byl obraz Racek v moři, který namaloval přímo Cristovao. Z alba pochází například skladba „Program“, videoklip k ní natočil Tomáš Kasal. V září 2017 uskutečnil Ben Cristovao koncert v pražských Žlutých lázních pro 7000 lidí. Záznam několika písní z tohoto koncertu vyšel ve videopodobě prostřednictvím VR brýlí.
V roce 2018 vystoupil Ben Cristovao na předávání Hudebních cen Anděl s písní „Nohy“, hostem vystoupení byl Jiří Korn. V tomto roce připravil společně s Márií Čírovou (v produkci The Glowsticks) ústřední píseň „Padam“ k tanečnímu česko-slovenskému filmu Backstage režisérky Andrey Sedláčkové. Ve filmu má Ben Cristovao také roli porotce taneční soutěže. Téhož roku se stal porotcem talentové soutěže Česko Slovenská Superstar.
V roce 2019 vydal EP Kontakt o šesti skladbách. Digitálnímu releasu předcházel unikátní streaming alba v Praze, Brně a Českých Budějovicích. Na náměstích zmíněných měst byly umístěny streamovací monolity, na kterých bylo možné si celé album poslechnout. U příležitosti deseti let na hudební scéně odehrál v roce 2019 svůj koncert v pražské O2 areně, kterou navštívilo téměř 15 000 lidí. V říjnu vystoupil ve Foru Karlín na benefičním koncertě pro Paměť národa. Uspořádala jej organizace Post Bellum u příležitosti dvou významných výročí: 101 let od vzniku republiky a 30. výročí sametové revoluce.
V roce 2020 se stal s písní Kemama vítězem českého kola Eurovision Song Contest a měl Česko reprezentovat na celoevropském finále v Rotterdamu, které však bylo zrušeno z důvodu pandemie koronaviru. Odloženo bylo jeho vystoupení na předávání hudebních cen Anděl Coca-Cola 2019 plánované na 31. března.

## Životní styl

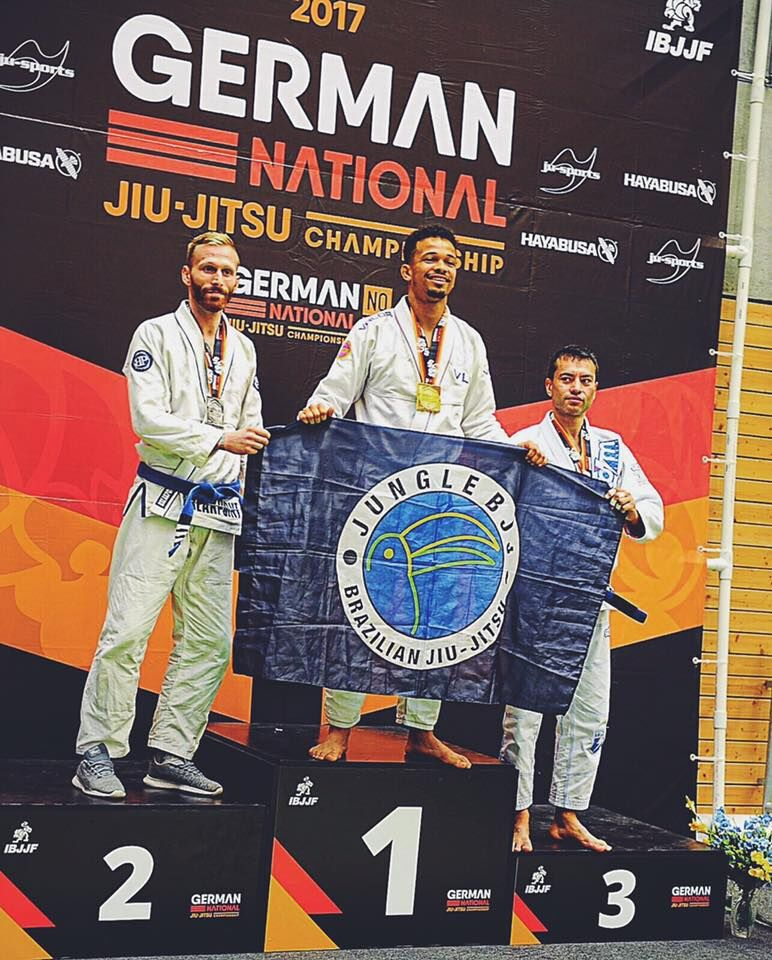

Ben Cristovao je aktivním veganem a zastáncem práv zvířat obecně. Aktivně se účastní různých akcí a kampaní podporujících tuto myšlenku. V roce 2018 se například spojil s organizací Obránci zvířat (OBRAZ), kdy nahrál voice over pro jedno z jejich kampaňových videí s názvem Jak to snáší. To se zabývalo problematikou klecových chovů slepic.
Je také ambasadorem iniciativy zálohujme.cz, která razí myšlenku zálohovaných PET lahví.
Několik let byl tváří projektu Seznam se bezpečně. Návštěvami na základních školách aktivně varoval studenty před nástrahami internetu a také radil jakým způsobem řešit případné problémy.

## Sportovní kariéra
Kromě hudební kariéry je Ben aktivním sportovcem, v posledních letech se věnuje na vrcholové úrovni brazilskému jiu-jitsu a účastní se turnajů po celém světě. 10. září 2016 získal bronzovou medaili ve středně těžké váze (do 88 kg) v souboji zápasníků s bílým pásem na mistrovství Asie. 20. listopadu 2016 získal zlato ve stejné kategorii na prestižním mezinárodním turnaji Madrid Open, opět v kategorii mezi bílými pásy ve středně těžké váze (do 88 kilogramů i s kimonem). V roce 2017 v jitsu získal titul mistra Evropy (bílé pásy).
Ben Cristovao reprezentuje akademie Jungle BJJ, kterou v Praze vede trenér Fernando Nascimento Araujo, držitel černého pásu čtvrtého stupně.
V minulosti se profesionálně věnoval snowboardingu. Jeho největším úspěchem bylo první místo na Českém poháru série 4x4 v roce 2006.

## Osobní život
Jeho matka pochází ze západních Čech, otec Bénis Cristóvão je z Angoly. Z druhého otcova manželství pocházejí tři Benovy mladší polorodé sestry, z nichž Bianca Cristovao je aktivní jako stand-up komička.

## Diskografie

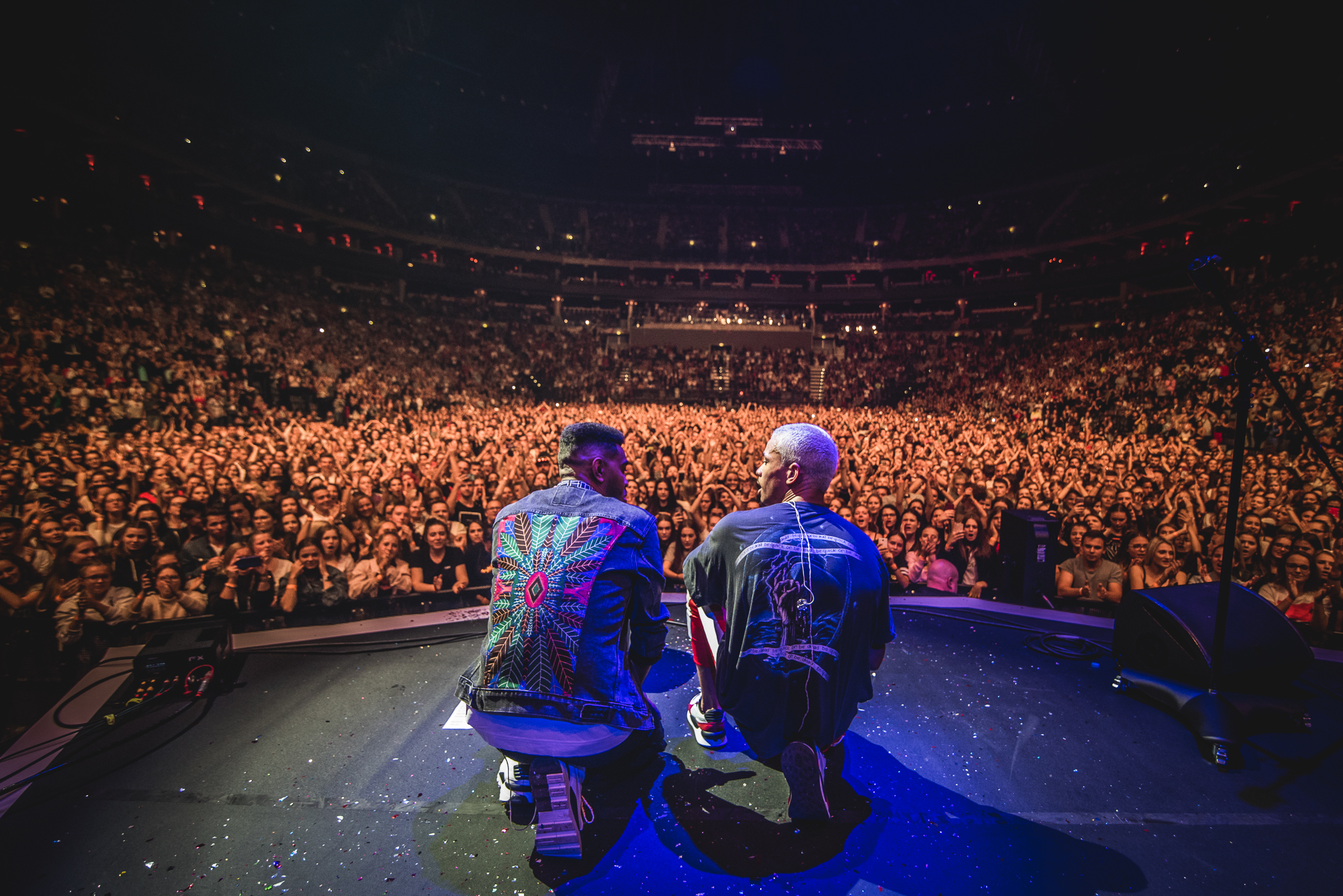
Ben Cristovao v O2 areně

- Definitely Different (červenec 2010)
  - videoklip „Give Me Some More“
  - videoklip „Good“ (feat. Verse-universe
  - videoklip „Waste My Time“ (feat. Verse-Atile)
  - videoklip „Put It On Me“
- Benny Cristo (květen 2011)
  - videoklip „Mimozemšťanka“
  - videoklip „Alien Girl“
  - videoklip „Na zdraví“ (feat. The Glowsticks)
  - videoklip „Chci “(duet s Monikou Bagárovou[11])
  - videoklip „Mine“ (remix)
- Made in Czechoslovakia (19. březen 2014)
  - videoklip „Prdel“ (feat. Verse-Atile)
  - videoklip „Bomby“ (feat. Verse-Atile)
  - videoklip „Stop“ (feat. Verse-Atile)
  - videoklip „MOLLY“ (feat. Ego)
  - videoklip „Mam“ (feat. Ezy)
  - videoklip „Sweet Chilli“ (feat. Ezy)
  - videoklip „Tělo“ (feat. Supa)
  - videoklip „Úžasná“
  - singl „Bad Girl“
  - singl „Moje“
  - singl „Postel“
  - singl „Instagram“ (feat. Diana Livvi, videoklip Tomáš Kasal)
  - singl „Tancuje“ (feat. Osama Verse-Atile, Ace Boogy)
  - singl „Money“ (feat. Delik)
  - singl „Město“ (feat. Maat)
- Poslední EP (2017)
  - videoklip „Poslední“
  - videoklip „Nohy“
  - videoklip „Program“ (režie Tomáš Kasal)
  - videoklip „Výhled“ (feat. Majk Spirit)
  - videoklip „Nejlepší“ (prod. by The Glowsticks)
- Kontakt EP (2019)
  - videoklip „Chybíš“
  - videoklip „Kontakt“ (režie Tomáš Kasal)
  - videoklip „Pro nás dva“
  - videoklip „ALEIAIO“ (prod. by The Glowsticks)
- Albově nezařazené skladby
  - 2014 singl „Nemůžu si dovolit“ (feat. Cavalier)
  - 2014 singl „Těžký váhy“ (feat. Cavalier)
  - 2015 singl „Kolotoč“
  - 2016 singl „ASIO“ (feat. Osama Verse-Atile, videoklip Petr Skočovský)
  - 2016 singl „Penny“ (videoklip Tomáš Kasal)
  - 2016 singl „Pure Girl“ (videoklip Tomáš Kasal)
  - 2017 singl „TV Shows“ (videoklip Tomáš Kasal)
- Hudební spolupráce
  - 2015 singl „Sorry“ – Fosco Alma (feat. Ben Cristovao)
  - 2016 singl „TAKTOMABYT“ – Annet X (feat. Ben Cristovao)
  - 2016 singl „Radši Real“ – Mar10 (feat. Ben Cristovao)
  - 2016 singl „Já a ty“ – Blakkwood (feat. Ben Cristovao, Ezy)
  - 2016 singl „Twerk“ – DJ Wich (feat. Ben Cristovao)
  - 2017 singl „Knights“ – The Glowsticks (feat. Ben Cristovao)
  - 2017 singl „Talizman“ – Majself (feat. Ben Cristovao, Grizzly)
  - 2017 singl „Vozíme“ – Ego (feat. Ben Cristovao, Gyza)
  - 2017 singl „Šipka“ – Kristian Komedie (feat. Ben Cristovao)
  - 2018 singl „No Light Weights“ – AceQuared (feat. Ben Cristovao, The Glowsticks)
  - 2018 singl „Děvče v první řade“ – Calin (feat. Ben Cristovao)
  - 2018 singl „Past pt. 3“ – Paulie Garand, Kenny Rough (feat. Ben Cristovao)
  - 2018 singl „Island Breeze“ – Shalli (feat. Ben Cristovao, The Glowsticks)
  - 2019 singl „Chcem to zažiť eště raz“ – Pavol Habera (feat. Ben Cristovao, Viktor Hazard)
  - 2019 singl „Trofej“ – Majself (feat. Ben Cristovao)
  - 2019 singl „Team“ – Markéta Kadetová (feat. Ben Cristovao, Reginald)
  - 2019 singl „Cool“ – Samey (feat. Ben Cristovao)
  - 2019 singl „Nemůžu pochopit“ – Lvcas Dope (feat. Ben Cristovao, Ego)
  - 2019 singl „Pojď ke mně blíž“ – Mirai (feat. Ben Cristovao)
  - 2019 singl „Kudy jít“ – Renne Dang (feat. Ben Cristovao)
  - 2020 singl „Naughty Lover“ – Tennisxclub (feat. Ben Cristovao, Baba Femi)
  - 2021 singl „Sbohem Acoustic“ – JENTAK#10 (feat. Ben Cristovao, Karol Komenda)
  - 2021 singl „Tidal Wave“ – John Wolfhooker (feat. Ben Cristovao)
  - 2021 singl „Stopařův průvodce“ – Ondřej Kudyn (feat. Ben Cristovao, Filip Vlček)
  - 2021 singl „Ledová Live Session“ – JENTAK#11 (feat. Ben Cristovao, Adam Albrecht)

Na album coverů Davida Kollera David Koller & Friends (2016) nahrál píseň Nic není nastálo.

### Skladby umístěné v žebříčcích
| Rok  | Skladba                            | Singles Digital Top 50 CZ | Singles Digital Top 100 (Česko) | SK Radio Top 100 | Singles Digital Top 50 SK | Album                  |
| ---- | ---------------------------------- | ------------------------- | ------------------------------- | ---------------- | ------------------------- | ---------------------- |
| 2013 | Bomby                              | 15                        | -                               | -                | 7                         | Made in Czechoslovakia |
| 2013 | Tělo (feat. Supa)                  | 21                        | -                               | -                | -                         | Made in Czechoslovakia |
| 2014 | Těžký váhy (feat. Cavalier)        | 10                        | -                               | -                | -                         | -                      |
| 2014 | Molly (ft. Ego)                    | 34                        | 50                              | -                | -                         | Made in Czechoslovakia |
| 2014 | Nemůžu si dovolit (feat. Cavalier) | 11                        | -                               | -                | -                         | -                      |
| 2014 | Sweet Chilli                       | 7                         | 51                              | -                | -                         | Made in Czechoslovakia |
| 2015 | Kolotoč                            | -                         | -                               | 47               | -                         | -                      |
| 2016 | ASIO                               | 1                         | 22                              | -                | 1                         | -                      |
| 2016 | Pure Girl                          | 2                         | 50                              | -                | 3                         | -                      |
| 2017 | Poslední                           | 1                         | 48                              |                  | 24                        |                        |
| 2017 | Program                            | 3                         | 63                              |                  | 35                        |                        |
| 2017 | Nohy                               | 2                         | 60                              |                  | 29                        |                        |
| 2018 | Padam (ft. Mária Čírová)           | 1                         | 24                              |                  | 2                         |                        |
| 2018 | Nahá                               | 5                         | 26                              |                  | 15                        |                        |
| 2019 | Aleiaio                            | 1                         | 3                               |                  | 6                         |                        |
| 2019 | Pro nás dva                        | 8                         | 24                              |                  | -                         |                        |
| 2019 | Kontakt                            | 25                        | 78                              |                  | -                         |                        |

## Filmografie
- Backstage (2018)
- Ordinace v růžové zahradě 2 (TV seriál) – Max Suchý, syn primáře chirurgie MUDr. Davida Suchého[15]
- Jan Žižka (2022) – kumánský bojovník Ajdar[16]

## Ocenění a nominace
Český slavík
| Rok  | Nominovaná práce                        | Kategorie                       | Výsledek  |
| ---- | --------------------------------------- | ------------------------------- | --------- |
| 2013 | Ben Cristovao – „Bomby“                 | Videoklip roku                  | nominace  |
| 2016 | Ben Cristovao & The Glowsticks – „Asio“ | Nejstreamovanější česká skladba | vítězství |

Žebřík
| Rok  | Nominovaná práce               | Kategorie      | Výsledek |
| ---- | ------------------------------ | -------------- | -------- |
| 2011 | Ben Cristovao                  | Objev roku     | 3. místo |
| 2011 | Ben Cristovao – „Put It On Me“ | Videoklip roku | 3. místo |

NSMVA
| Rok  | Nominovaná práce                                                  | Kategorie         | Výsledek  |
| ---- | ----------------------------------------------------------------- | ----------------- | --------- |
| 2023 | Tribbs & Ben Cristovao – „Future Champ“ (režisér: Andrii Lagutin) | Best music video  | vítězství |
| 2023 | Tribbs & Ben Cristovao – „Future Champ“ (režisér: Andrii Lagutin) | Shock of the Year | vítězství |
| 2023 | Tribbs & Ben Cristovao – „Future Champ“ (režisér: Andrii Lagutin) | Best director     | vítězství |

Ruka Hore Awards
| Rok  | Nominovaná práce | Kategorie   | Výsledek  |
| ---- | ---------------- | ----------- | --------- |
| 2020 | Ben Cristovao    | Hot 16 roka | 2. miesto |